# ترحيل الكوريين في الاتحاد السوفيتي

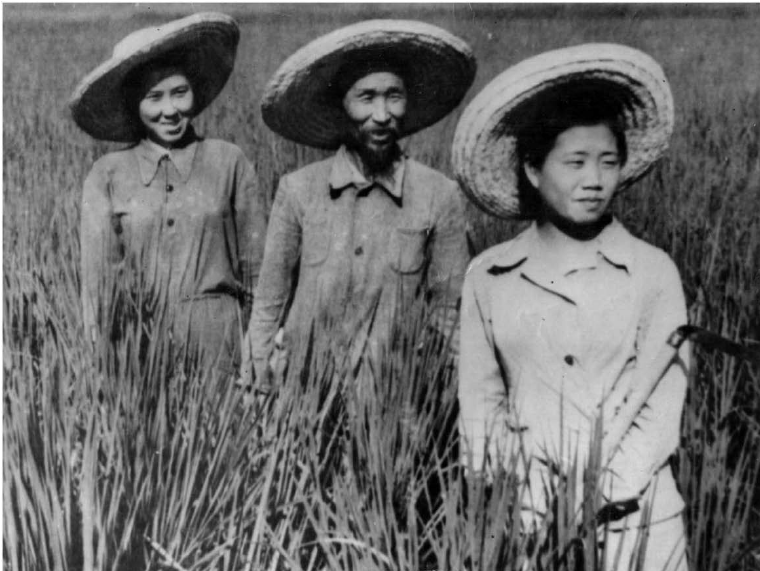
صورة دعائية سوفياتية للكوريين المرحلين، خريف عام 1937 في مناطق تشيرشيك. لاحظ المستنقع والقصب. امرأة في ر. لا يمكن إجبار الابتسامة. الصورة مقدمة من متحف كيم بن هفا.I، J.K. ذهب تشانغ إلى Kim Pen Khva Kolkhoz خارج طشقند، أوزبكستان في عام 2008 لبضعة أشهر. لقد قمت بمسح الصورة ضوئيًا من مديرة متحف كيم بن خفا في ذلك الوقت، إميليا تن. تم مسح الصورة ضوئيًا في 12 أغسطس 2008، حيث تم رقمنتها بواسطة جون ك. تشانغ في كيم بن خفا كولخوز، خارج طشقند، أوزبكستان.

كان ترحيل الكوريين في الاتحاد السوفيتي (بالكورية: 고려인의 강제 이주) نقلًا قسريًا لما يقارب 172,000 كوري سوفيتي من الشرق الأقصى الروسي إلى مناطق غير مأهولة من جمهورية كازاخستان الاشتراكية السوفيتية وجمهورية أوزبكستان الاشتراكية السوفيتية في عام 1937 من قِبل المفوضية الشعبية للشؤون الداخلية بناء على أوامر الزعيم السوفيتي جوزيف ستالين ورئيس مجلس مفوضي الشعب في الاتحاد السوفيتي فياتشيسلاف مولوتوف. استُخدم 124 قطارًا لإعادة توطينهم في آسيا الوسطى. كان السبب المعلن للترحيل هو منع «تغلغل أعمال التجسس اليابانية في أقصى شرق كراي»، إذ كان الكوريون في ذلك الوقت رعايا لإمبراطورية اليابان، التي كانت غريمًا للاتحاد السوفييتي. تشير التقديرات المستندة إلى الإحصائيات السكانية إلى وفاة ما بين 28,000 و40,000 كوري مُرحل من الجوع والمخاطر وصعوبات التكيف مع بيئاتهم الجديدة في المنفى.
بعد أن أصبح نيكيتا خروتشوف رئيسَ الوزراء السوفيتي الجديد في عام 1953 وشرع بعملية اجتثاث الستالينية، أدان عمليات الترحيل الاثنية التي افتعلها ستالين، لكنه لم يذكر الكوريين السوفييت من بين هذه الجنسيات المرحلة. ظل الكوريون المنفيون يعيشون في آسيا الوسطى، واندمجوا في المجتمع الكازاخستاني والأوزبكي، لكن الأجيال الجديدة فقدت ثقافتها ولغتها تدريجيًا.
كان هذا الترحيل بمثابة سابقة للترحيل الإثني السوفيتي الأول لجنسية كاملة، وهو ما تكرر لاحقًا أثناء النزوح القسري للسكان في الاتحاد السوفيتي خلال الحرب العالمية الثانية وبعدها، إذ أُعيد توطين الملايين من المجموعات الاثنية الأخرى. يعتبر المؤرخون والعلماء المعاصرون هذا الترحيل مثالًا على السياسة العنصرية في الاتحاد السوفييتي وتطهيرًا اثنيًا وجريمة ضد الإنسانية أيضًا.

## قرار رقم 1428-326 سي سي: تخطيط الترحيل القسري
في 17 تموز 1937، أصدرت اللجنة التنفيذية المركزية للاتحاد السوفيتي قرارًا يعلن جميع الحدود «مناطق دفاع خاصة»، واعتُبرت العديد من الأقليات الاثنية في تلك المناطق الحدودية تهديدًا للأمن السوفيتي، بمن فيهم الألمان والبولنديون والكوريون. اتهمت دورية برافدا السوفيتية الكوريين بأنهم عملاء لليابان، في حين أغلقت الحكومة السوفيتية الحدود وبدأت «تطهير المنطقة الحدودية».
في 21 أغسطس 1937، أقر مجلس مفوضي الشعب في الاتحاد السوفيتي المرسوم رقم 1428-326 سي سي الذي أمر بترحيل الكوريين السوفييت من الشرق الأقصى، على أن تكتمل العملية بحلول 1 يناير 1938. وُقع المرسوم من قِبل رئيس مجلس مفوضي الشعب في الاتحاد السوفيتي فياتشيسلاف مولوتوف وأمين اللجنة المركزية جوزيف ستالين. نص المرسوم:
يأمر مجلس مفوضي الشعب واللجنة المركزية التابعة للحزب الشيوعي السوفيتي (البلشفي) بما يلي: لمنع تغلغل أعمال التجسس اليابانية في منطقة الشرق الأقصى، تُتخذ الإجراءات التالية:
1. ترحيل جميع السكان الكوريين من المناطق الحدودية في الشرق الأقصى ... ونقلهم إلى الجنوب – منطقة كازاخستان، والمناطق القريبة من بحر آرال، وأوزبكستان الاشتراكية السوفيتية
2. يبدأ الترحيل على الفور وينتهي بحلول 1 يناير 1938
3. السماح للكوريين الخاضعين للترحيل بأخذ الممتلكات المنقولة والماشية
4. تعويض تكاليف الممتلكات المنقولة والعقارية والمحاصيل المتروكة
5. تعزيز القوات الحدودية بثلاثة آلاف جندي لتأمين الحدود في منطقة إعادة التوطين الكورية

كان التبرير الرسمي للقرار 1428-326 سي سي هو أنه أُعد بهدف «منع تسلل الجواسيس اليابانيين إلى الشرق الأقصى»، دون محاولة تحديد كيفية التمييز بين الجاسوس وبين الموالي للدولة، إذ اعتبر ستالين العديد من الأقليات السوفيتية طابورًا خامسًا محتملًا. اعتبارًا من 29 أغسطس 1937، استُدعي جميع حرس الحدود الكوريين. في 5 سبتمبر 1937، أُرسل 12 مليون روبل بشكل عاجل إلى اللجنة التنفيذية للشرق الأقصى للمساعدة في تنفيذ هذه العملية.

## الترحيل

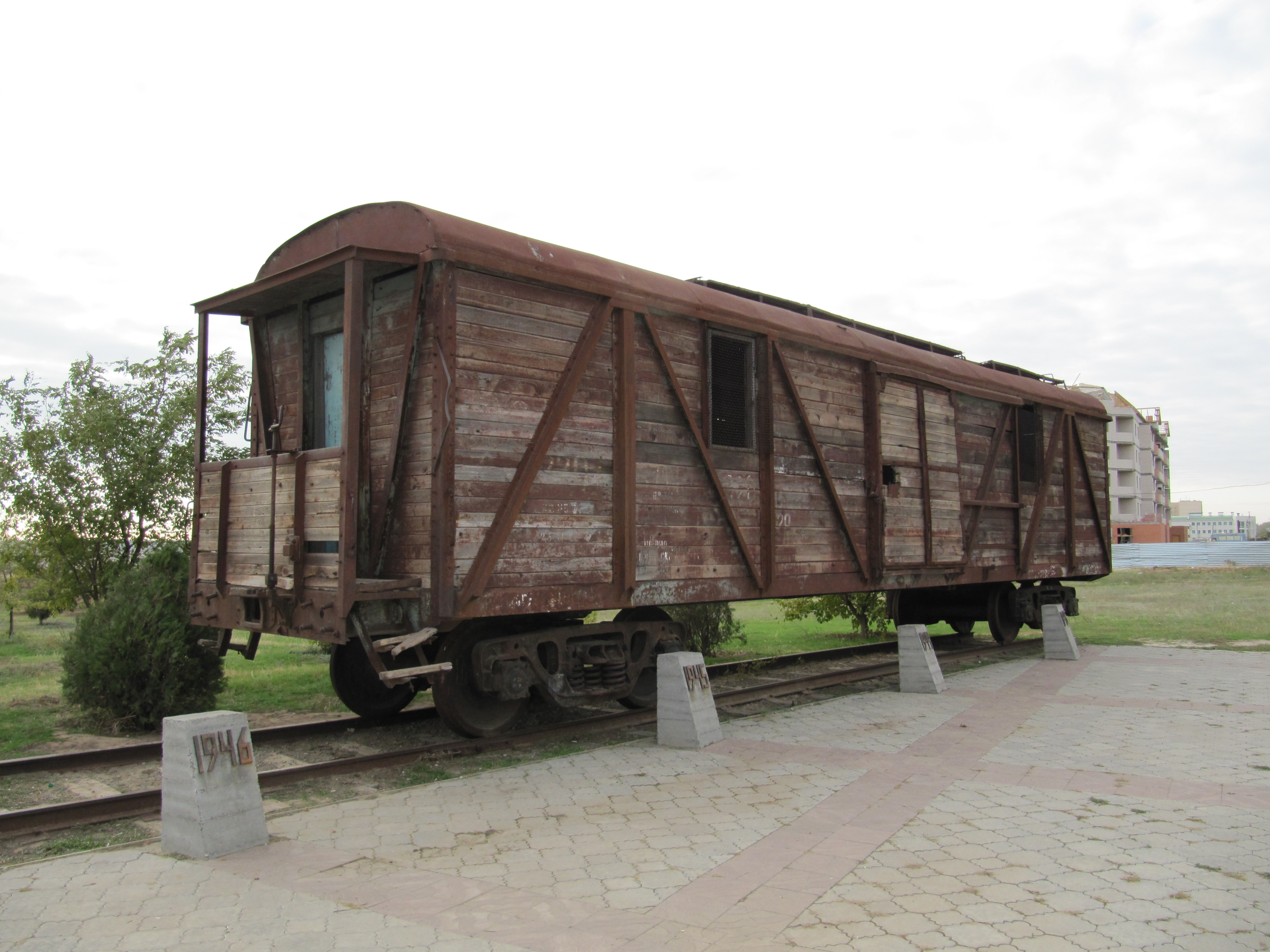
جزء من نصب "الخروج والعودة"

رغم صدور المرسوم في أغسطس، إلا أن المسؤولين السوفييت قد أخروا تنفيذه لمدة 20 يومًا من أجل انتهاء الكوريين من الحصاد. في 1 سبتمبر 1937، رُحلت المجموعة الأولى المكونة من 11,807 كوري. اضطر الكوريون إلى التخلي عن ممتلكاتهم المنقولة وتلقوا «إيصالات صرف»، إلا أنها مُلئت بطريقة مستعجلة لم تجعل منها وثيقة قانونية ملزمة. كلّفت السلطات السوفيتية الكوريين المرحلين بخمسة روبلات عن كل يوم من رحلتهم. مُنح الكوريون الذين لم يقاوموا إعادة التوطين 370 روبلًا. كانت الشرطة السرية السوفيتية، الممثلة بالمفوضية الشعبية للشؤون الداخلية، تنتقل من منزل إلى منزل وتطرق على الأبواب وتبلغ من تجده بالداخل أن عليه جمع كل حاجياته ووثائقه الشخصية وكل ما يجد من طعام في المنزل في أقل من نصف ساعة واللحاق بهم. لم يجري إخطارهم مسبقًا بالمكان الذي سيُرحلون إليه.
بحلول نهاية سبتمبر، رُحل 74,500 كوري من سباسك وبوسيت وكروديكوفو وبيروبيجان وغيرها من الأماكن. في المرحلة الثانية من الترحيل، بدءًا من 27 سبتمبر 1937، وسعت السلطات السوفيتية بحثها ليشمل الكوريين من فلاديفوستوك وجمهورية بوريات السوفيتية الاشتراكية ذاتية الحكم وتشيتا أوبلاست وخاباروفسك كراي. نُقل المرحلون عن طريق السكك الحديدية في 124 قطارًا. خلال هذه العملية، رُحل 7000 صيني مع الكوريين السوفييت. في حالة الزواج المختلط، إذا كان الزوج كوريًا، فإن الأسرة بأكملها تخضع للترحيل. فقط في حال كان الزوج غير كوري وكانت الزوجة كورية فتُعفى العائلة من هذا الأمر. سُمح لضباط المفوضية الشعبية للشؤون الداخلية بالبقاء في منازل الكوريين المهجورة. وُجهت من خمس إلى ست عائلات (من 25 إلى 30 شخص) إلى كل مقصورة في قطار الشحن. استغرقت رحلتهم ما بين 30 و40 يومًا. كانت المرافق الصحية داخل هذه القطارات ذات نوعية رديئة. كان على الكوريين المرحلين أن يأكلوا ويطبخوا ويناموا ويتغوطوا داخل هذه العربات.
أشارت مراسلات أرسلها نيكولاي يجوف، رئيس المفوضية الشعبية للشؤون الداخلية، بتاريخ 25 أكتوبر 1937، إلى أن الترحيل قد اكتمل، إذ نقل 36,442 أسرة كورية. كان من المفترض ترحيل الكوريين المتبقيين، 700 مستوطن في كامتشاتكا وأوخوتسك، بحلول 1 نوفمبر 1937. كشفت المراسلات أيضًا عن اعتقال 2,500 كوري خلال هذه العملية.
رُحل 171,781 شخص بالمجمل. أُرسلوا في القطارات إلى مستوطنات خاصة في جمهورية كازاخستان الاشتراكية السوفيتية وجمهورية أوزبكستان الاشتراكية السوفيتية. توفي ما لا يقل عن 500 كوري كنتيجة مباشرة لهذا النقل. تُركت جثث المرحلين الذين ماتوا من الجوع في إحدى محطات القطار العديدة. عوضًا عن المناطق السبعة المخطط لها، شُتت الكوريون بين 44 منطقة. أُرسل 37,321 شخصًا إلى منطقة طشقند؛ 9,147 إلى منطقة سمرقند؛ 8,214 إلى منطقة فرغانة؛ 5,799 إلى منطقة خوارزم؛ 972 إلى منطقة نامانغان، إلخ. بشكل عام، رُحلت 18,300 أسرة كورية إلى جمهورية أوزبكستان الاشتراكية السوفيتية، و20,141 أسرة إلى جمهورية كازاخستان الاشتراكية السوفيتية. أُعيد توطين البعض لمرة ثانية، كما كان الحال مع 570 عائلة كورية طُردت من جمهورية كازاخستان الاشتراكية السوفيتية إلى منطقة أستراخان ومُنحوا وظائف في قطاع صيد الأسماك. إجمالًا، أُرسل ما يقارب 100,000 كوري إلى جمهورية كازاخستان الاشتراكية السوفيتية وأكثر من 70,000 إلى جمهورية أوزبكستان الاشتراكية السوفيتية.
في عام 1940، أُعيد توطين عدد آخر من الكوريين، هذه المرة من منطقة مورمانسك إلى مقاطعة كراي ألتاي. أمر مرسوم وقعه رئيس الشرطة السرية السوفيتية لافرينتي بيريا بإبعاد 675 عائلة تضم 1,743 شخصًا، منهم ألمان وبولنديون وصينيون وكوريون، من المناطق الحدودية. في 10 يناير 1943، نص قرار لجنة دفاع الدولة على ضرورة تسريح 8,000 كوري من الجيش الأحمر وإرسالهم إلى كتائب عمالية مع كوريين آخرين في آسيا الوسطى.
تُركت مناطق بأكملها في إقليم الشرق الأقصى خالية. حصل مسؤولو الجيش الأحمر على أفضل المباني المتروكة. على الرغم من أن الحكومة السوفيتية قد خططت لتوطين 17,100 أسرة في أماكن محددة، انتقلت 3,700 عائلة فقط إليهم بحلول عام 1939.